# محمد المعيدي
محمد المعيدي إعلامي أردني ومقدم برامج تلفزيونية رياضية.

## حياته
بدأ مشواره المهني كلاعب كرة قدم في نادي القادسية الأردني (لاحقًا نادي شباب الأردن). التحق للعمل في التلفزيون الأردني حيث عمل لسنوات في البرامج الرياضية مع الأعلامي محمد جميل عبد القادر وقدم العديد من البرامج الثقافية منذ عام 1981، وكانت البداية مع برنامج (رحاب الجامعة)،(كنوز الأردن)، (ملتقى الشباب) و(دليل المواطن) وفي الإذاعة الأردنية عمل مذيعا للأخبار.
بدأ بتقديم المجلة الرياضية عام 1989  ،عمل على تطوير الأستوديو التحليلي في بطولة كاس العالم في إيطاليا 1990 ،أسس القناة الرياضية في التلفزيون الأردني وتسلم إدارة البرامج الرياضية
، تلقى بعدها عرضا للعمل في شبكة راديو وتلفزيون العرب في قنوات قناة الرياضة للتعليق على الدوري الأردني، ثم إنتقل عام 2012 إلى قناة رؤيا وفي العام 2014 التحق للعمل في شبكة بي إن سبورت القطرية